# Stary Waliszów

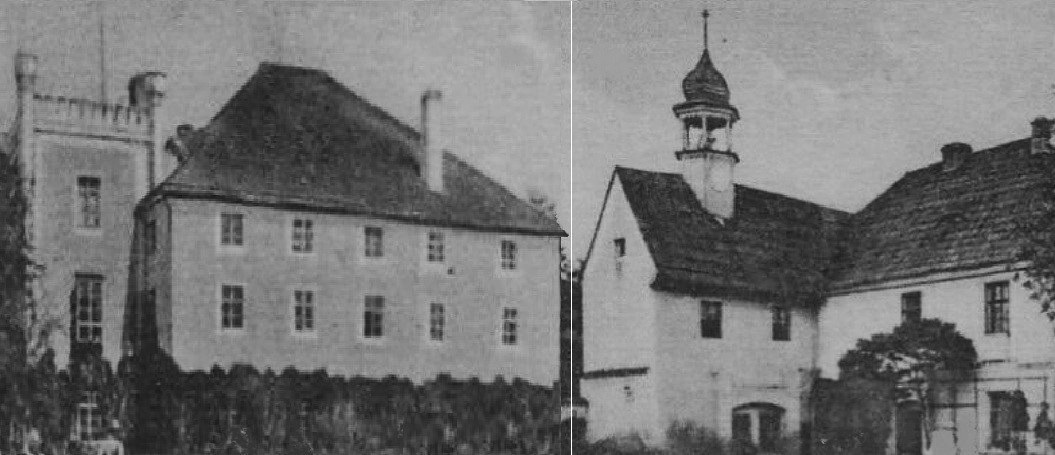
Dwór Górny i Dolny w Starym Waliszowie

Stary Waliszów (niem. Alt Waltersdorf) – wieś w Polsce, położona w województwie dolnośląskim, w powiecie kłodzkim, w gminie Bystrzyca Kłodzka, na północny wschód od Bystrzycy Kłodzkiej, na styku: Rowu Górnej Nysy, Krowiarek i Wysoczyzny Idzikowa, na wysokości około 320–390 m n.p.m.
W latach 1975–1998 miejscowość należała administracyjnie do województwa wałbrzyskiego.
W latach 1945–1954 Stary Waliszów był siedzibą gminy Stary Waliszów.

## Nazwa
W roku 1269 miejscowość figurowała pod nazwą Villa Watheri, od roku 1337 nazywała się Waltersdorf, a od roku 1403 Alt Waltersdorf. 12 listopada 1946 nadano miejscowości polską nazwę Stary Waliszów.
| SIMC    | Nazwa    | Rodzaj     |
| ------- | -------- | ---------- |
| 0851643 | Mszaniec | przysiółek |

## Historia
Stary Waliszów powstał w XIII w., a pierwsza wzmianka o miejscowości pochodzi z 1269 r. Na przełomie XV i XVI w. wydobywano tu rudę żelaza, przerabianą w kuźnicy położonej na pobliskiej górze Żeleźniak. W 1604 r. wydobywano tu węgiel kamienny. Henryk Degner von Degenheimb (zm. przed 1668), pułkownika wojsk cesarskich  w 1653 kupił majątki Wojbórz i Stary Waliszów od Katarzyny baronowej von Traun. Jego synem był Johann Lorenz (Jan Wawrzyniec), rotmistrz wojsk cesarskich. W XIX w. w miejscowości istniało: sześć młynów wodnych, dwie cegielnie, dwie gorzelnie, tartak i olejarnia. Po 1945 r. Stary Waliszów pozostał dużą i dobrze rozwiniętą wsią rolniczą.

## Zabytki
Do wojewódzkiego rejestru zabytków wpisane są obiekty:
- kościół św. Wawrzyńca w Starym Waliszowie, zbudowany w latach 1898–1902 na miejscu poprzedniego, pochodzącego z XIV wieku, z którego wykorzystano fragmenty murów oraz 45-metrową wieżę z 1524 roku. Budynek na planie krzyża, jednonawowy, z wyodrębnionym prezbiterium. Ołtarz główny, wykonany przez Josepha Elsnera, i boczne, autorstwa A. Schmidta, zdobione są obrazami Hieronymusa Richtera(inne języki)[11].
  - wieża, 1529, nr rej.: 451/2043 z 25.05.1972
  - plebania, z końca XVI w., przebudowana pod koniec XIX w.[8],
- park dworski, z końca XIX w.,.
- dom nr 67, drewniany, z początku XIX w.,
- dom nr 112, drewniany, początek XIX w.

Inne zabytki:
- późnobarokowa kolumna Trójcy Świętej[8],
- Dwór Górny von Panwitzów (nr 91) z XVI w., przebudowany w XVIII i XIX wieku, obecnie mieści się w nim ośrodek zdrowia i biblioteka[8]
- Dwór Dolny (nr 57) niem. Rittergut, Schloss Nieder Alt Waltersdorf[12].

## Szlaki turystyczne
Przez Stary Waliszów przechodzi  szlak turystyczny na trasie: Bystrzyca Kłodzka – Stary Waliszów – Romanowo – Ołdrzychowice Kłodzkie – Rogówek – Droszków – Przełęcz Leszczynowa – Chwalisław – Złoty Stok.

## Galeria

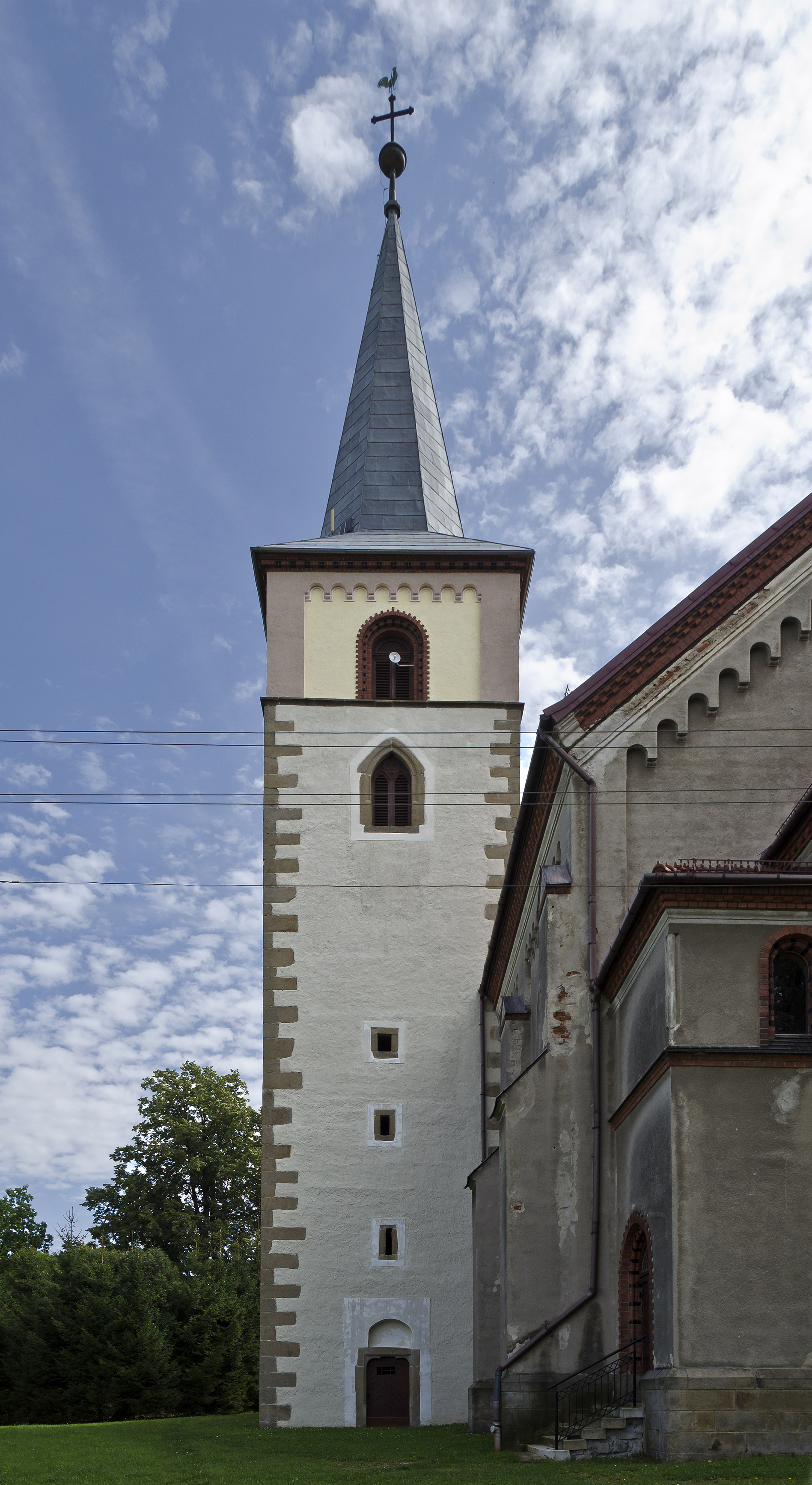
Dzwonnica kościoła
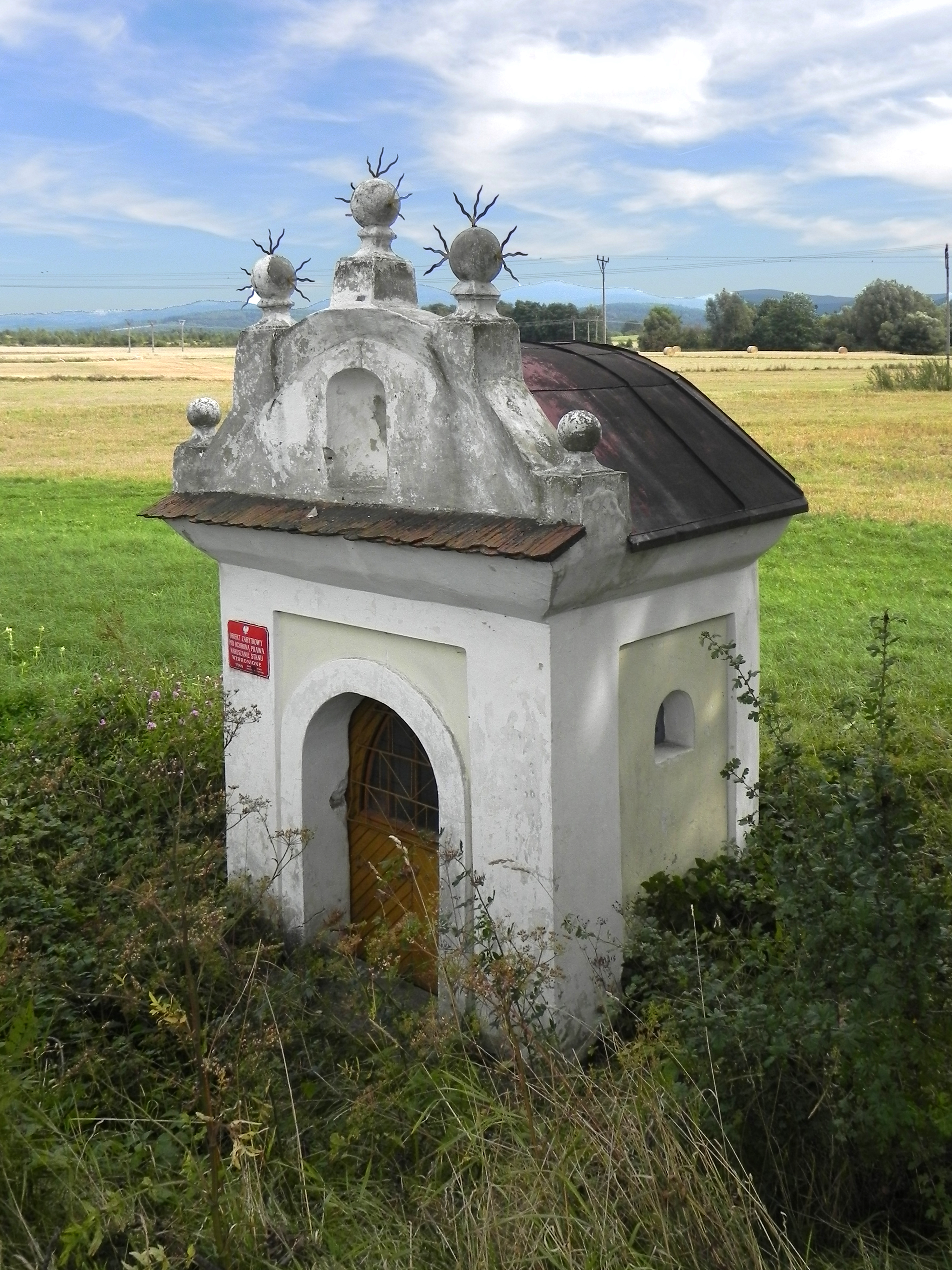
Kaplica przydrożna
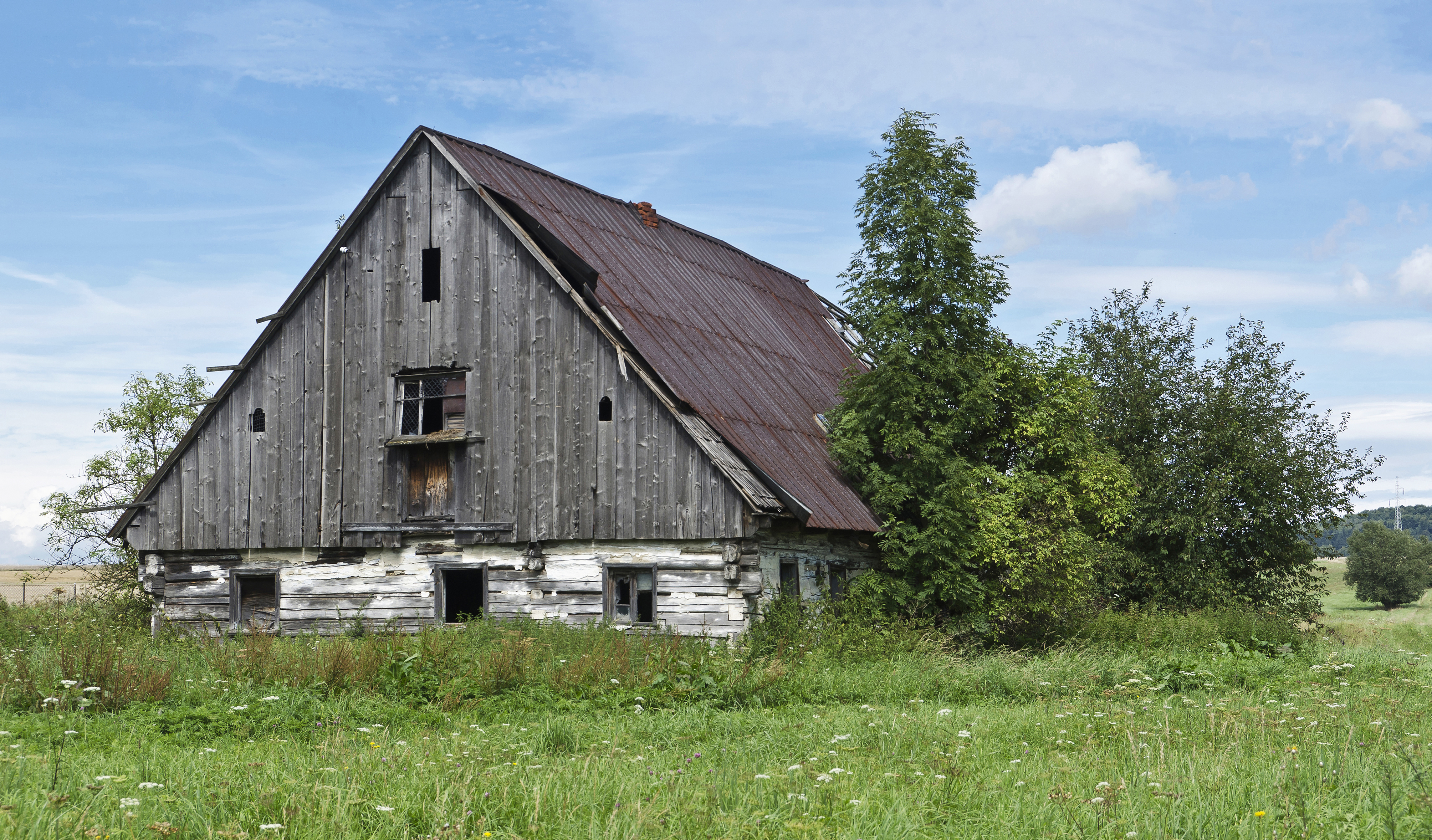
Dom nr 67
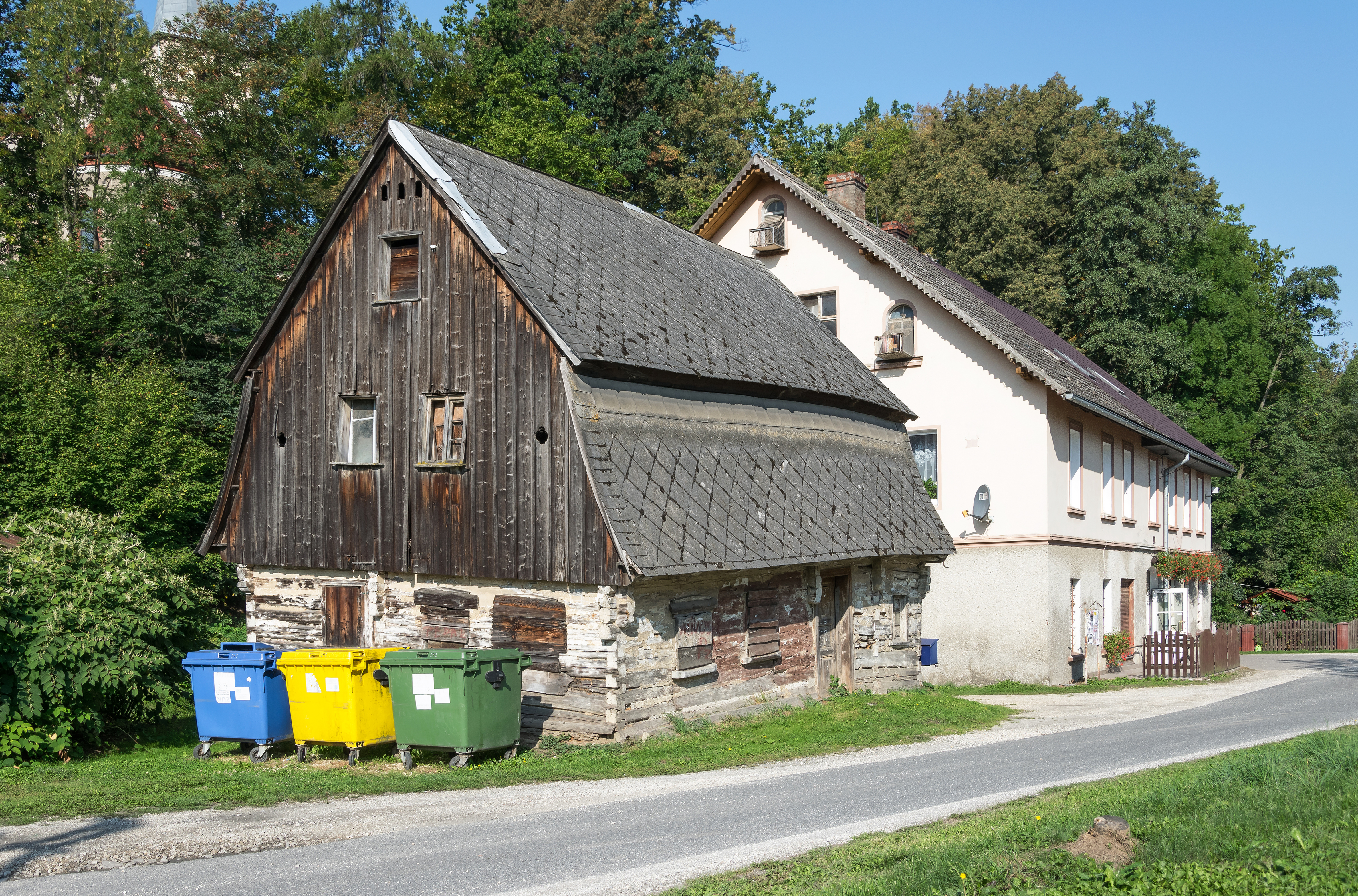
Dom nr 112
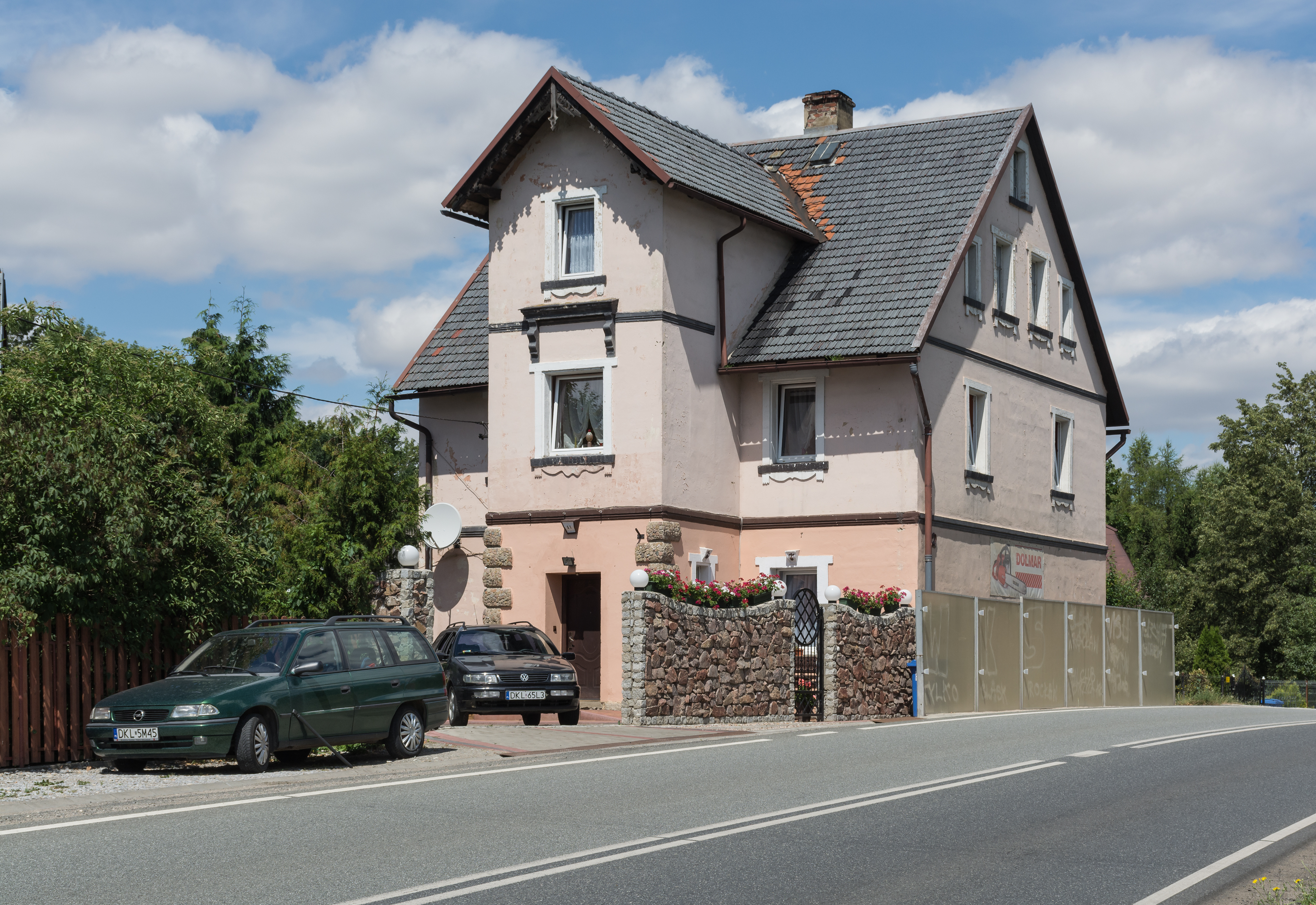
Dom nr 52
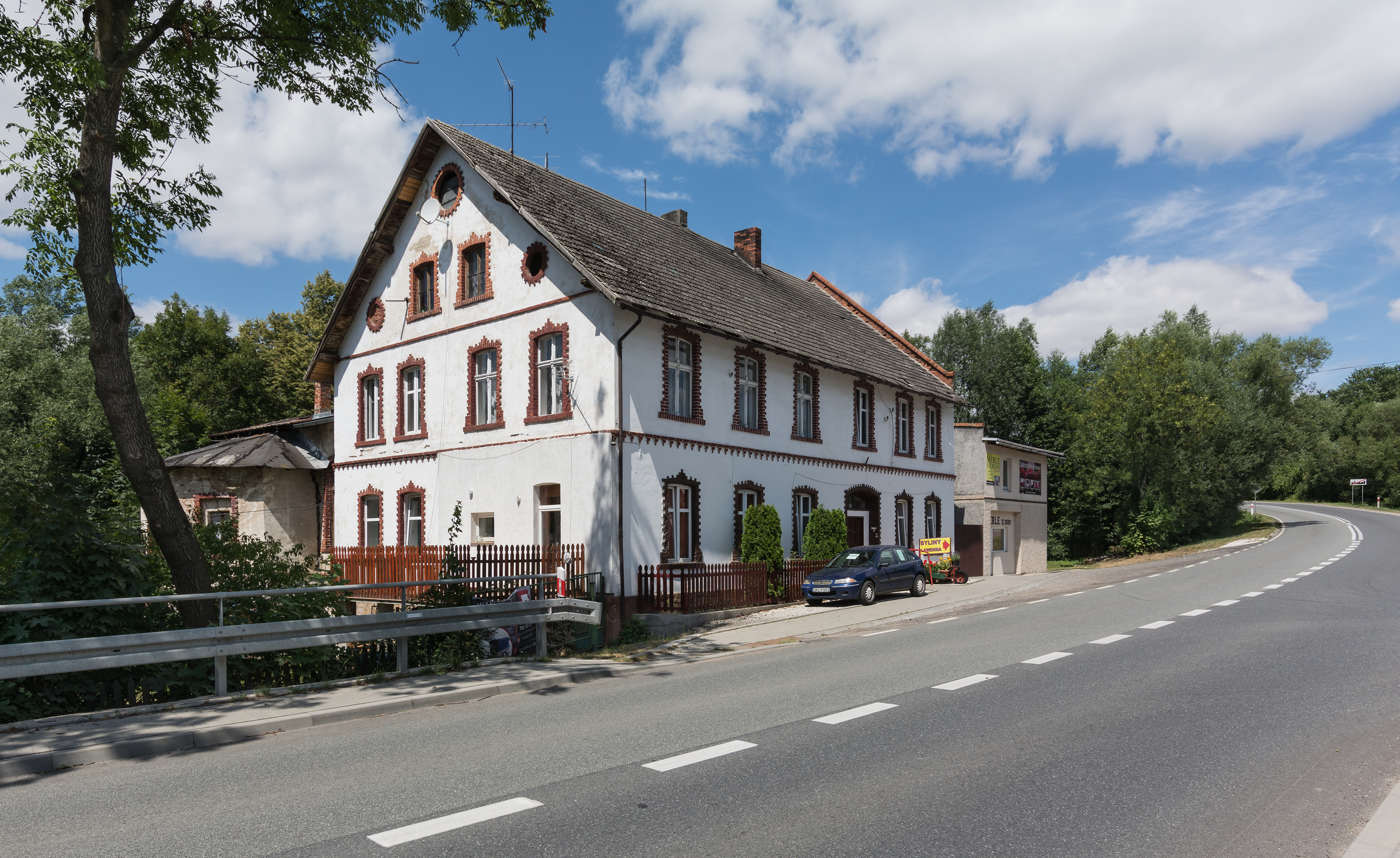
Dom nr 55
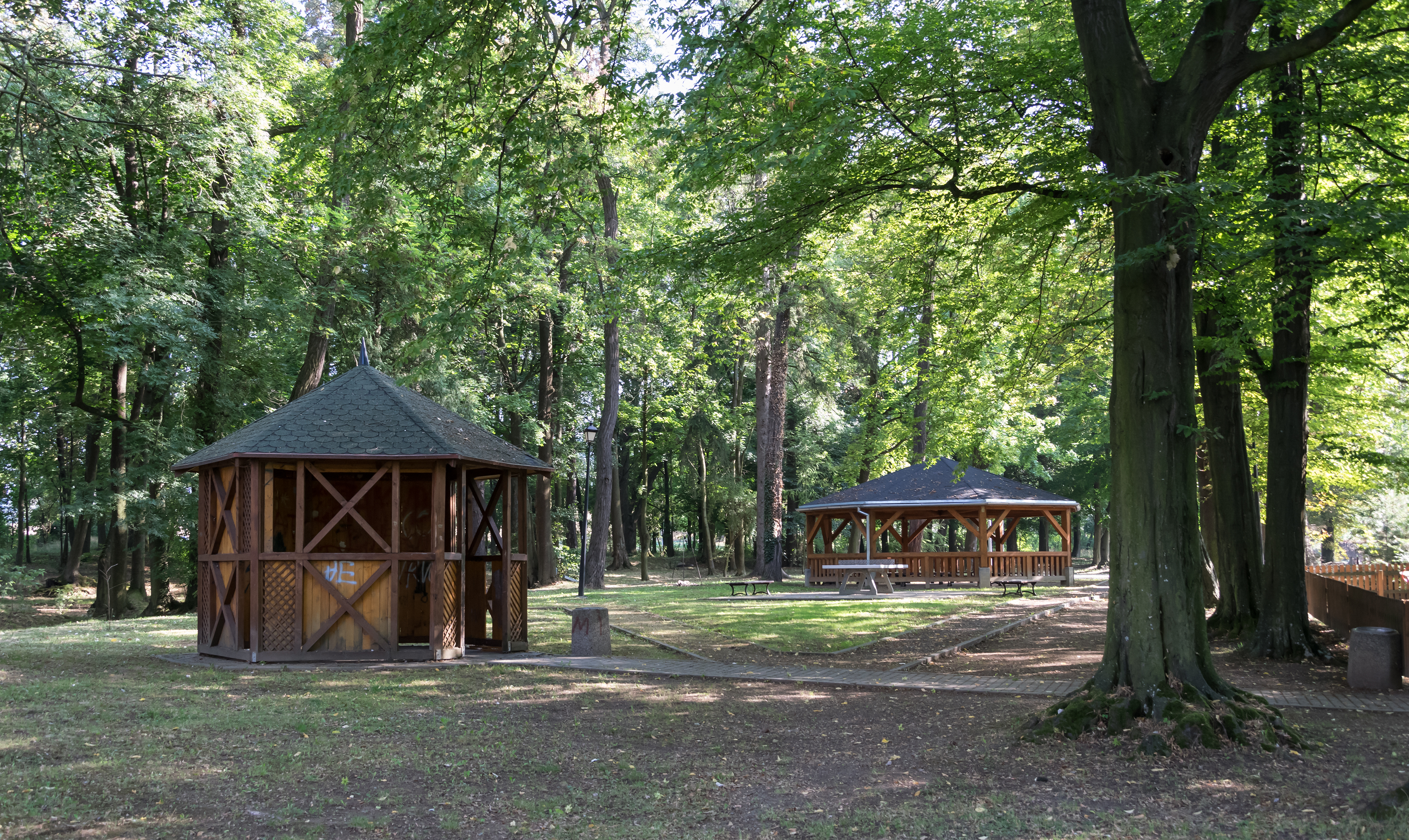
Zabytkowy park